# Браунсберг (Индијана)
Браунсберг (енгл. Brownsburg) град је у америчкој савезној држави Индијана.

## Демографија
По попису из 2010. године број становника је 21.285, што је 6.765 (46,6%) становника више него 2000. године.
| Група             | 2000.          | 2010.          |
| Белци             | 14.049 (96,8%) | 19.546 (91,8%) |
| Афроамериканци    | 47 (0,3%)      | 462 (2,2%)     |
| Азијати           | 113 (0,8%)     | 337 (1,6%)     |
| Хиспаноамериканци | 172 (1,2%)     | 635 (3,0%)     |
| Укупно            | 14.520         | 21.285         |